# Muralla de Ávila
La muralla de Ávila es una cerca militar  románica que rodea el casco antiguo de la ciudad española de Ávila, capital de la provincia homónima, en la comunidad autónoma de Castilla y León. La muralla, junto con el casco antiguo y varias iglesias situadas extramuros fueron declaradas Patrimonio de la Humanidad por la UNESCO en 1985. Las murallas son el símbolo universal y monumento más destacado que acoge la ciudad de Ávila. Su importancia se deriva por ser uno de los recintos amurallados de etapa medieval mejor conservados de España y probablemente de toda Europa.
Las murallas son un factor activo muy importante en la conformación del urbanismo de la ciudad e históricamente han participado en la distribución del espacio urbano entre los diversos grupos sociales que han habitado Ávila. La muralla representaba la separación entre el «espacio salvaje» y el «civilizado». En el campo, la tierra llana, vivían los campesinos. Eran de la clase social (o estamento) más bajo, y los costes de mantener la ciudad caían sobre ellos. Sobre el campesinado recaía el 80 % de los costes de las infraestructuras urbanas, incluida la muralla cuyo mantenimiento recibía el nombre de el reparo de los muros. 
Según la tradición, la dirección de la construcción de la muralla recayó en dos maestres de la geometría: el romano Casandro y el francés Florín de Pituenga. El estudio de la estructura defensiva señala que se trata de una construcción afín, en su morfología y poliorcética (arte de construcción de murallas y castillos) a las murallas del ámbito andalusí.
El carácter militar de la muralla es eminentemente defensivo y se mantuvo aún con las reformas realizadas en el siglo XIV que la reforzaron.
Es propiedad del Estado español y está gestionada por el Ayuntamiento de Ávila. Algunos tramos, los que coinciden con algunos edificios como palacios e iglesias (entre ellas la catedral) son privados.

## Características

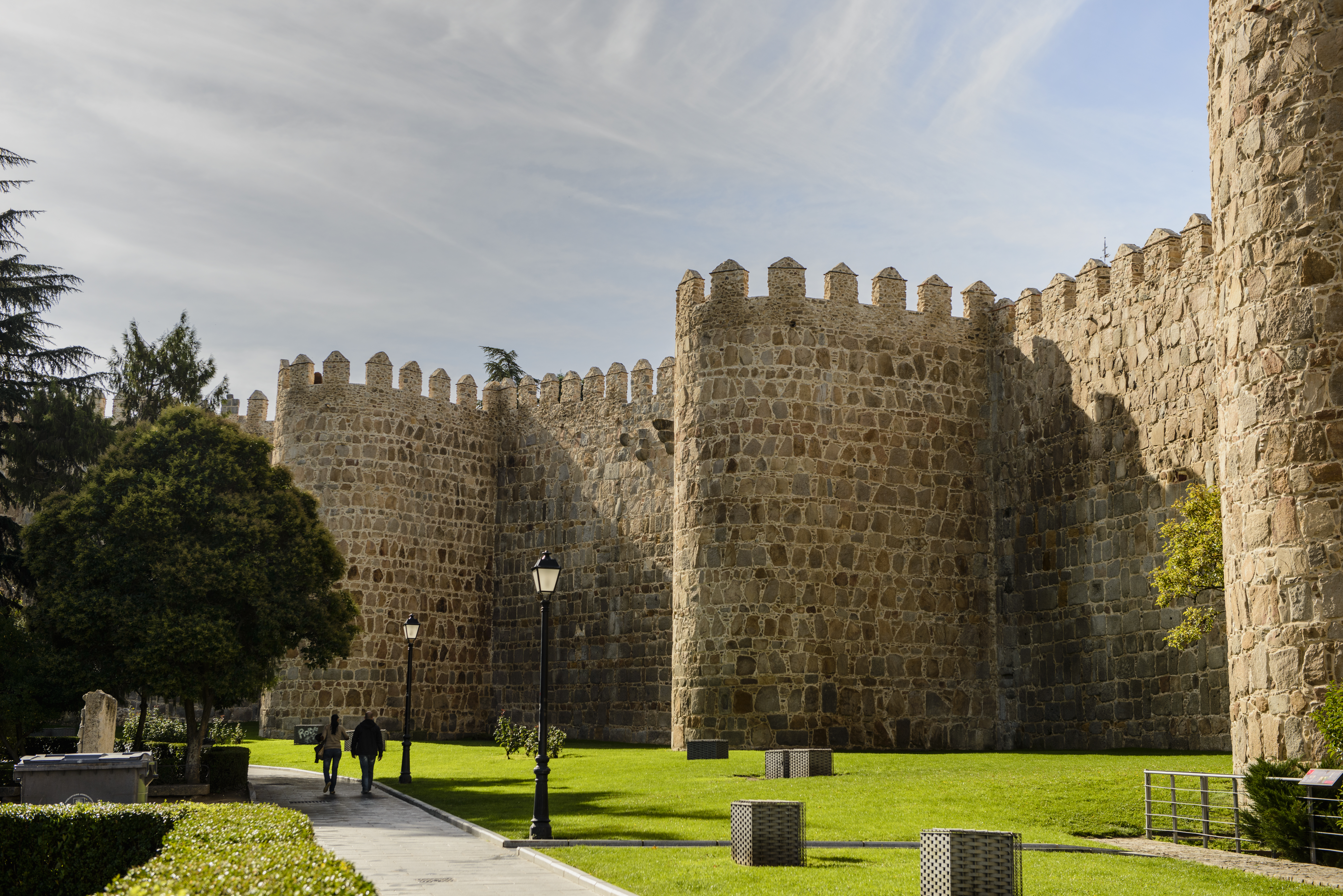
Paseo junto a la muralla.

La muralla tiene un perímetro de 2515 metros, 2500 almenas, 87 cubos o torreones y 9 puertas. Ocupa una superficie de 33 hectáreas y conforma un rectángulo orientado de este a oeste. Sus muros tienen 3 metros de grosor y 12 de altura. Para su trazado se aprovecharon los desniveles del terreno y no se construyeron ni taludes ni contrafuertes
La muralla tuvo tres poternas, actualmente cegadas: una en la zona del Alcázar (hoy desaparecido), otra en la zona del Palacio de los Abrantes y otra en la del Palacio de Navamorcuende (actual obispado). También hubo un pequeño acceso, el llamado Postigo del Obispo que unía la catedral con el barrio donde vivan los clérigos y que fue cerrado en 1518. (Muy cerca de donde estaba se abriría después la Puerta de las Carnicerías).

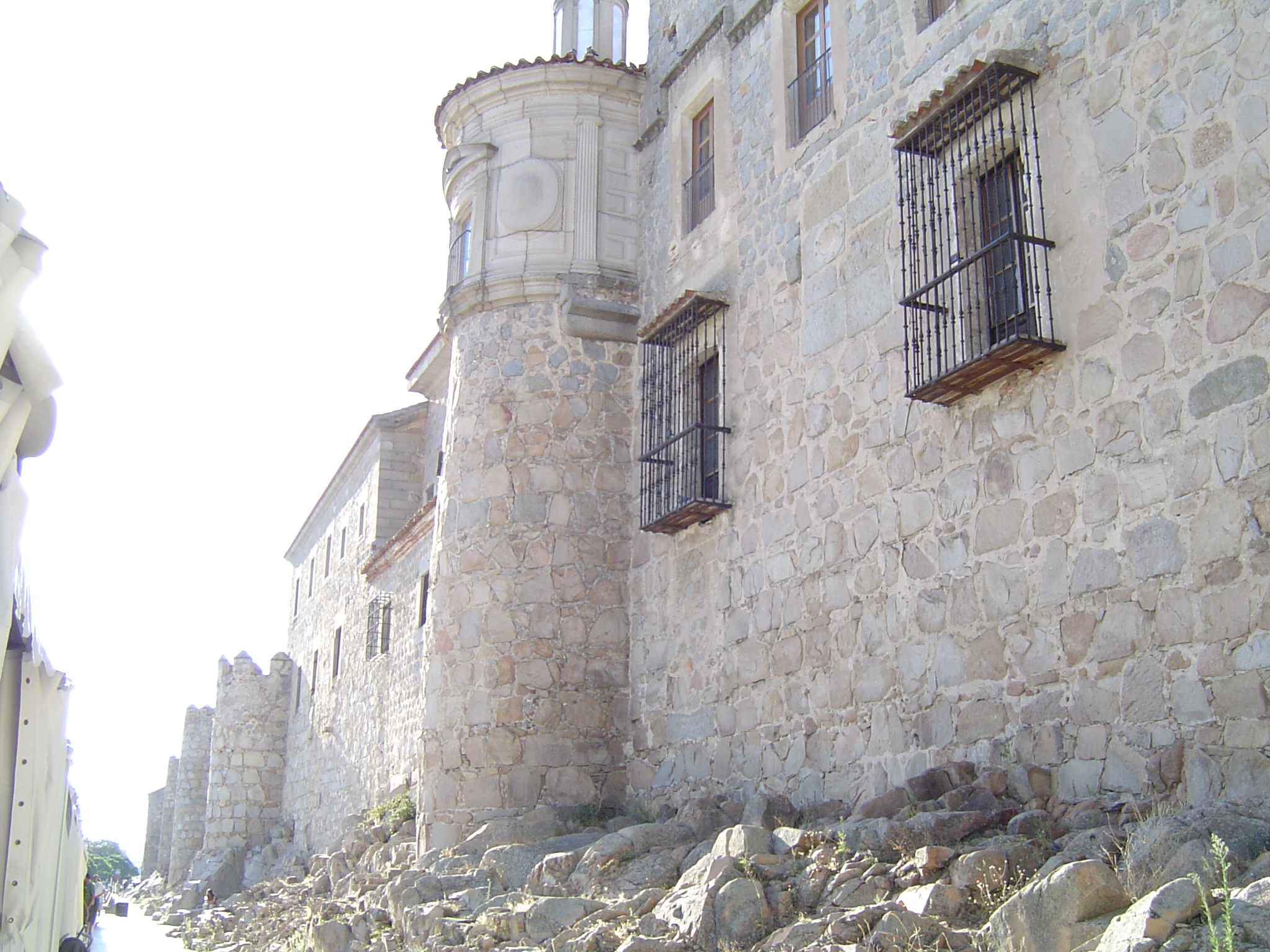
Fachada posterior del Palacio Episcopal enclavado en la muralla con la poterna cegada del anterior Palacio de Navamorcuende.

De las nueve puertas mencionadas, las dos más notables por sus defensas son la del Alcázar y la de San Vicente. Ambas están situadas en el lienzo este, sobre terreno llano, y por tratarse de la zona de más fácil acceso y por tanto más expuesta al ataque es la mejor fortificada del recinto.
Para su construcción se reaprovecharon materiales procedentes de la necrópolis romana, construcciones civiles así como de las viejas murallas romana y visigótica. La piedra es granito gris y negro, dependiendo del origen de la misma. También se utilizó el ladrillo, el mortero y la cal.
Aunque desde la conquista romana de la ciudad existiera una muralla o cerca, la actual muralla data de la segunda mitad del siglo XII. Esta cronología está basada en su morfología y en diferente documentación. La muralla romana debía de ser de un perímetro inferior, esto está basado en que las murallas de León tenían un perímetro de 1700 m y esa ciudad era más importante que Ávila. De todas formas Rodríguez Almeida demostró, entre otras cosas, la existencia de dos sectores originales de la muralla romana primitiva, encajadas en el cuerpo de la muralla construida en la Edad Media en el Arco de San Vicente.[cita requerida]

### Las puertas y elementos relevantes
La muralla tiene nueve puertas, llamadas coloquialmente arcos:
1. La Puerta del Alcázar o del Mercado Grande, donde tuvo lugar el destronamiento figurado del rey Enrique IV de Castilla, episodio conocido como la Farsa de Ávila.
2. La Puerta de la Catedral, de los Leales o del Peso de la Harina, abierta en el siglo XVI.
3. La Puerta de San Vicente.
4. El Arco del Mariscal, recibe ese nombre en recuerdo de Álvaro Dávila, Mariscal de rey Juan II de Castilla, que subvencionó su construcción.
5. El Arco del Carmen o de la cárcel, se abre entre dos torreones de sección cuadrada. Fue restaurado en los siglos XIV y XVI.
6. La Puerta de la Mala Dicha, de la mala Ventura o popularmente arco de los Gitanos, por la que se accedía al barrio judío.
7. La Puerta de la Santa o de Montenegro, por la que se accede a la casa de Santa Teresa.
8. La Puerta del Rastro, de Grajal o de la Estrella, que posee un arco del siglo XVI.
9. La puerta del Puente, restaurada en los siglos XV y XVII.

En cada una de las nueve puertas de la muralla hay uno o varios palacios a los que estaba encomendada la defensa de cada puerta. Estas casas fueron construidas entre los siglos XV y XVI.

#### Puerta del Alcázar

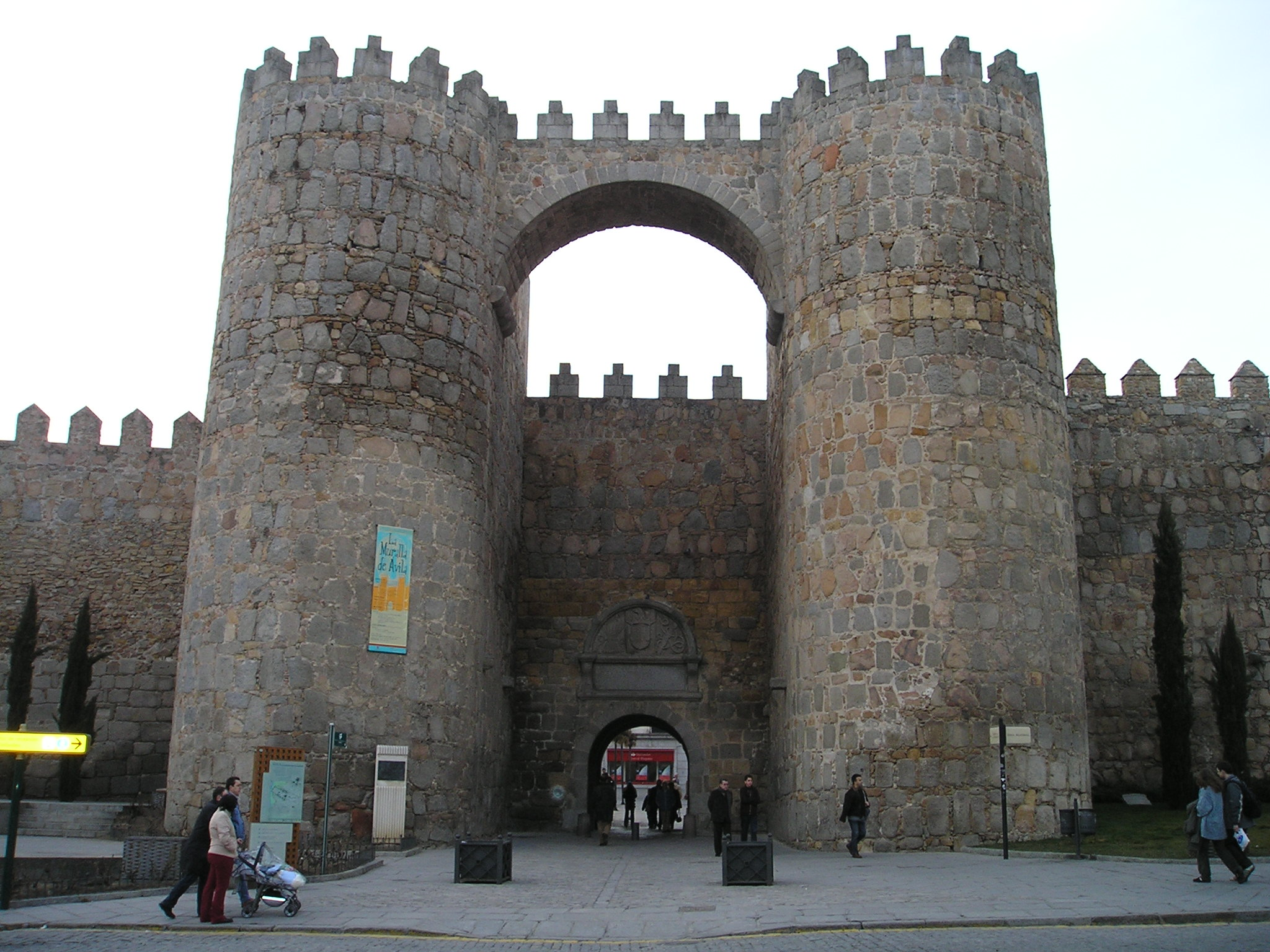
Puerta del Alcázar, sita en la plaza de Santa Teresa.

Es el elemento más solemne de toda la muralla. La puerta se conforma con dos grandes torreones unidos por un puente (elemento este singular y único entre las murallas europeas) que refuerza la defensa del acceso. Bajo el puente hay una serie de mensulones que probablemente sirvieron para apoyar la cimbra necesaria para construir este adarve volado y más abajo otras grandes ménsulas que podrían ser los apoyos de un cadalso de madera o alguna pieza de la estructura del puente levadizo. Aunque hoy en día desaparecidos, contaba con un foso y una barbacana (edificio o puerta fortificada que se situaba antes de entrar en el perímetro defensivo de la muralla de un castillo o una ciudad. El objetivo de tener este elemento integrado en la defensa era el de reforzar el punto más débil de la fortificación: la entrada principal. Para conseguir esto, se hacía ir al enemigo por una o más puertas reforzadas con torres, matacanes, almenas y aspilleras para decimar a sus tropas en caso de producirse un ataque frontal a las puertas de la muralla, pues tendrían que tomar las barbacanas antes de poder seguir hacia la puerta principal. En esencia, eran obstáculos).
En la restauración de 1907, realizada por Repullés, se le dotó de almenas, imitando la puerta de San Vicente, aunque no existe documentación sino sólo algunas referencias que avalen que esta puerta contara con ellas en el pasado.

#### Puerta de San Vicente
Muy similar a la Puerta del Alcázar está ubicada sobre la muralla romana. Las excavaciones arqueológicas efectuadas a su alrededor han dado testimonio de la existencia de una convivencia indígena y romana ya que en uno de los lados de la puerta, tallado en la roca madre, se ha hallado un verraco de piedra que forma parte de los restos de la muralla romana.

#### Cimorro de la catedral

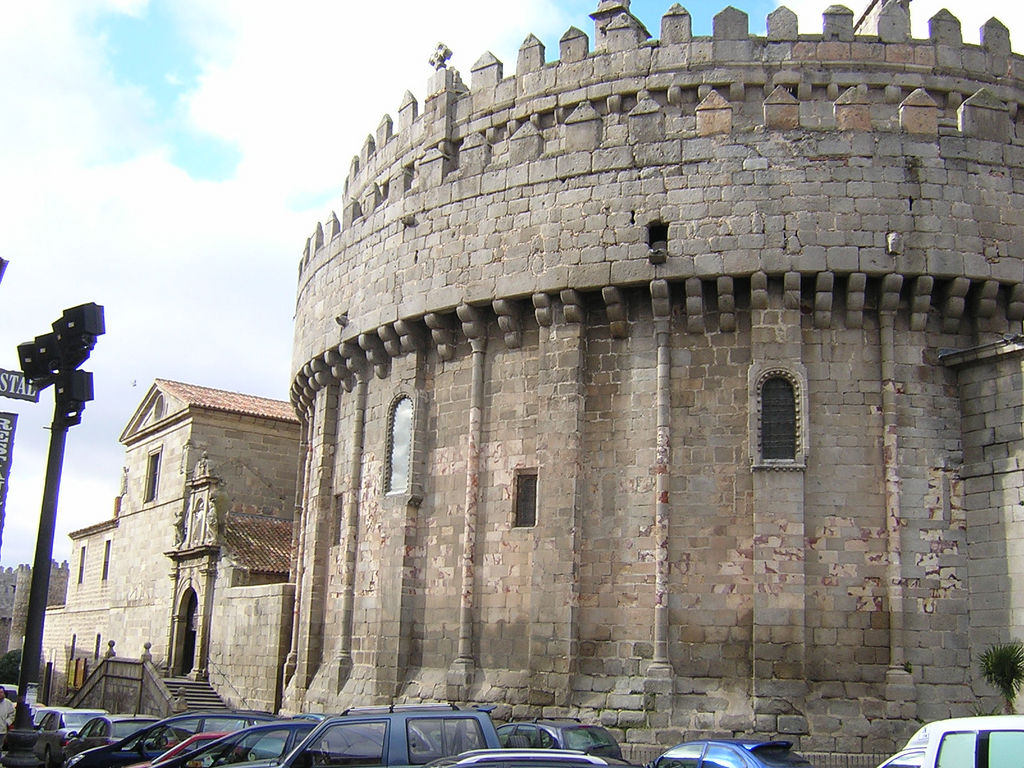
Cimorro de la catedral.

La catedral de Ávila se construyó entre los años 1160 y 1180 cuando se estaba construyendo la muralla. Su ábside, llamado en Ávila cimorro, quedó entestado en la propia muralla siendo un elemento más del conjunto defensivo (está considerado el más fuerte). La parte externa del cimorro fue dotada de un forro que aumentó su carácter bélico a finales del siglo XIV ocultando los absidiolos.
El cimorro posee un pasillo de ronda sobre un matacán corrido defendido por grandes almenas. Sobre esta se sitúan dos barreras almenadas más. El propio templo está integrado como un elemento más de la defensa contando con muchos elementos militares en él.
La tradición dice que fue desde este lugar en donde se mostró a Alfonso VII, cuando era niño, a su padrastro, Alfonso el Batallador rey de Aragón y que los abulenses no se fiaban de él. El rey, molesto por la desconfianza mostrada, ordenó ejecutar a sesenta rehenes. Este es el origen de la leyenda de Las Hervencias.

#### Torreón del Alcázar
Es un resto del alcázar (fue demolido entre los años 1927 y 1930). Fue restaurada en 1907 por Repullés con un criterio muy discutido. Este torreón junto con el de la Esquina pudieron disponer de capiteles emplomados en el siglo XIV haciéndolas más altas que en la actualidad y dando satisfacción al representante del poder real que habitaba en el alcázar.

#### Torre de la Esquina o del Baluarte
También perteneció al alcázar y era el lugar de vigilancia sobre el valle de Amblés. En la base del cubo se puede ver, a unos cinco metros de altura, una estela funeraria romana que está considerada como de las primeras piedras de la ciudad.

#### Lienzos y cubos de San Vicente
En este tramo los paños de la construcción defensiva fueron recrecidos hasta la altura de los cubos en el siglo XV. Esta es la zona de la muralla donde destacan más los restos romanos embutidos en los muros. 
Los lienzos son aquí más largos que en el resto de la construcción. Para mitigar la pérdida defensiva que esto pudiera significar a mitad de cada lienzo se situaron matacanes. En esta parte la muralla traza una curva que todavía no tiene una explicación satisfactoria. Se cree que se debe a que en este lugar se hallaba la necrópolis romana.

## Historia

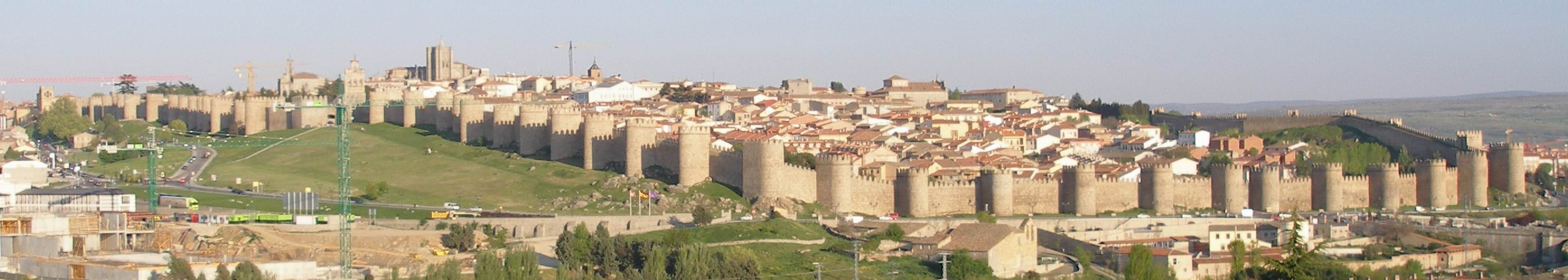
Vista general de la muralla.

Se inició su construcción a finales del siglo XI a instancias del rey Alfonso VI de León, el cual encargó al conde Raimundo de Borgoña, marido de su hija la infanta doña Urraca, repoblar los territorios llamados «de nadie» y fortificar las ciudades de Ávila, Segovia, y Salamanca. Casandro Romano y Florín de Pituenga se ocuparon de la dirección de las obras que, según la historiografía tradicional, duraron nueve años, de 1090 a 1099. 

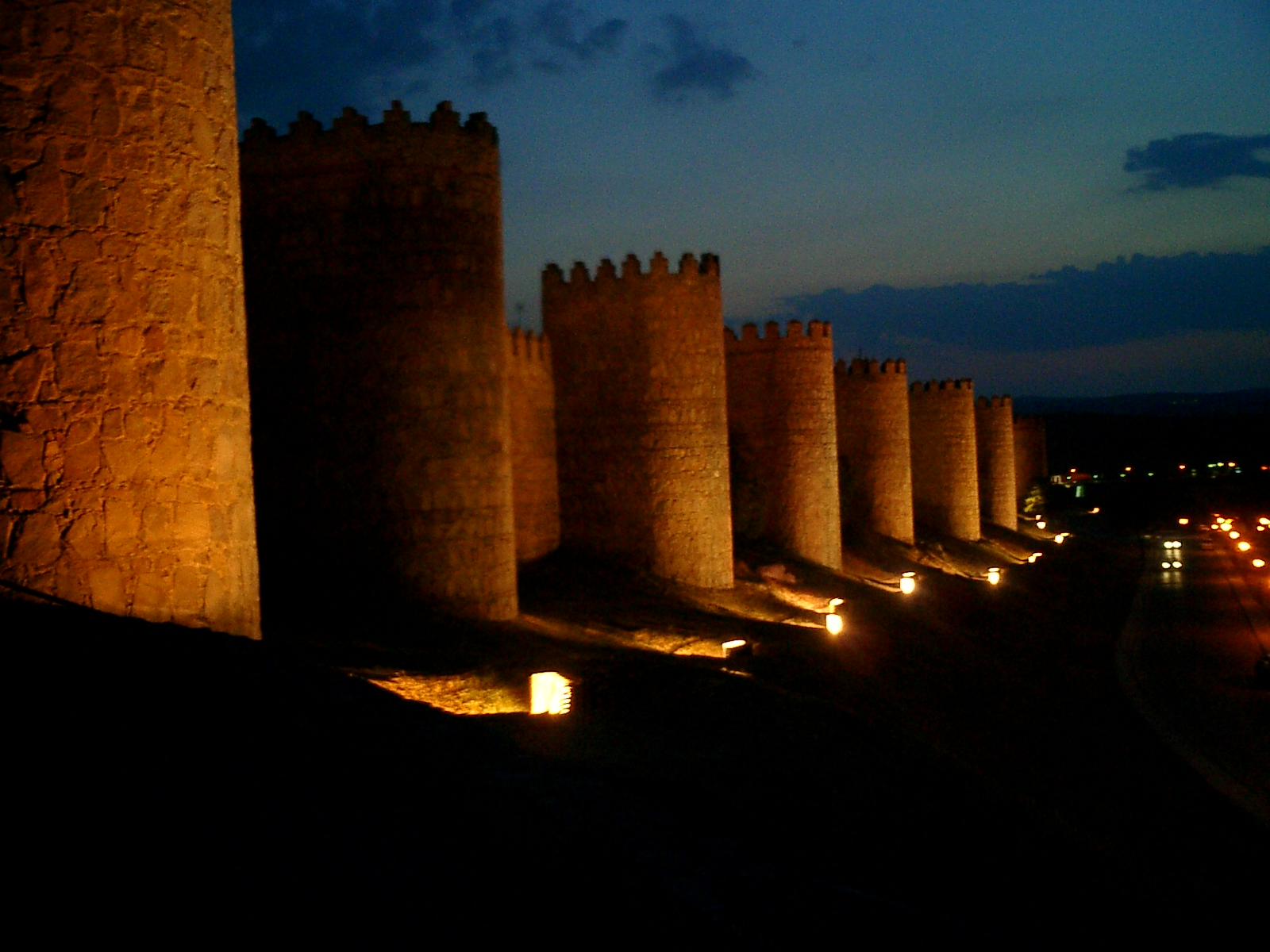
Vista nocturna.

Tan escasa duración de las obras no resulta, no obstante, creíble y numerosos investigadores han postulado diversas teorías sobre una edificación anterior, probablemente el trazado de un campamento militar romano, con el cual coincide en forma y proporciones; en cualquier caso, la muralla romana original tendría un perímetro inferior al actual, dado que la capital del centro y noroeste peninsular era León, con una muralla de 1780 m, y en consecuencia la de Ávila no sería mayor. En apoyo de esta tesis se citan las numerosas piezas reutilizadas que proceden de un cementerio romano, en el lienzo -parte exterior que comprende el volumen de la muralla- del lado este: lápidas, cistas y cupas, así como otros hallazgos de las últimas excavaciones. Rodríguez Almeida ya demostró, entre otras evidencias, la existencia de dos torres originales de la primitiva muralla romana, empotradas en el cuerpo de la muralla actual, levantadas por los repobladores medievales en el Arco de San Vicente.

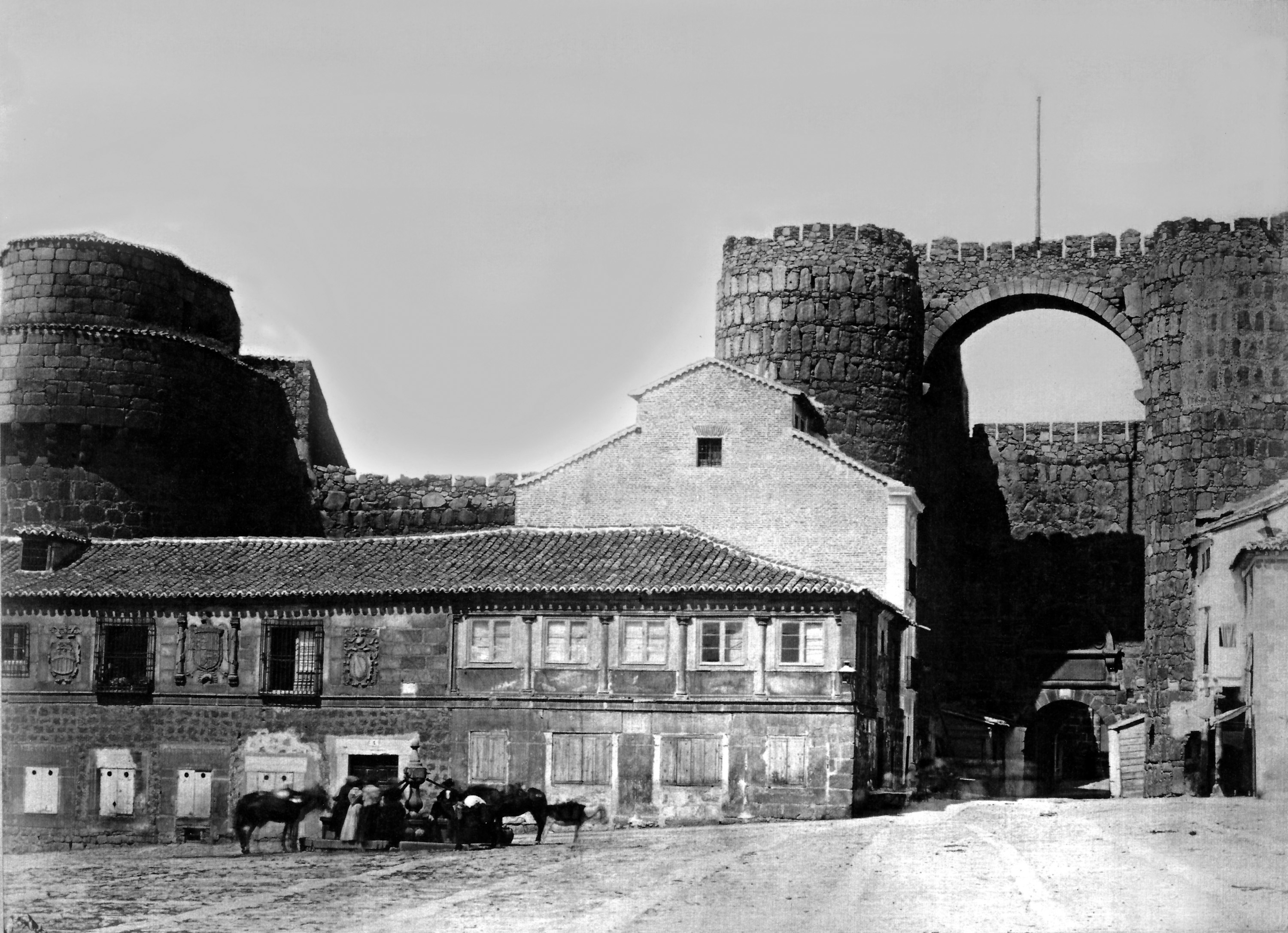
Puerta del Alcázar en 1864, antes de la restauración de Repullés.

En el siglo XIV se llevaron a cabo reformas encaminadas a aumentar la eficacia defensiva de los muros. Se arreglaron las puertas y se levantaron los lienzos de algunos lugares hasta la altura de las torres (alcanzando los 15 metros). También se construyó (en la parte de la calle de San Segundo) una segunda barrera de menor tamaño que hacía las veces de barbacana en la cual se dispusieron troneras para armas de fuego.
Se abrió una poterna en el tramo del Palacio de los Dávila que en 1507 se tapió por orden de la reina Juana I de Castilla. Años más tarde, en 1542 el señor de Villafranca, como revancha, abrió una nueva ventana en la que reza la leyenda Donde una puerta se cierra otra se abre y, sobre la puerta del Rastro, abrió un bonito mirador. 
En 1596, el rey Felipe II de España realizó obras de restauración en la muralla.
Las murallas han sufrido varias modificaciones a lo largo de su historia. De los trabajos de mantenimiento rutinarios que se cubrían con el reparo de los muros a los trabajos de restauración que se emprendieron a principios del siglo XX. En 1907 bajo la dirección de Repullés se llevaron a cabo varios trabajos que cambiaron la fisonomía de algunos puntos del monumento. No fue hasta 1982 cuando se pudo dejar la muralla libre de casas adosadas.
El 24 de marzo de 1884 se declaró a las Murallas de Ávila Monumento Nacional lo que permitió que se considerase necesario su conservación. El 15 de diciembre de 1982 Ávila fue declarada Conjunto Histórico Artístico y el 6 de diciembre de 1985 Patrimonio de la Humanidad.

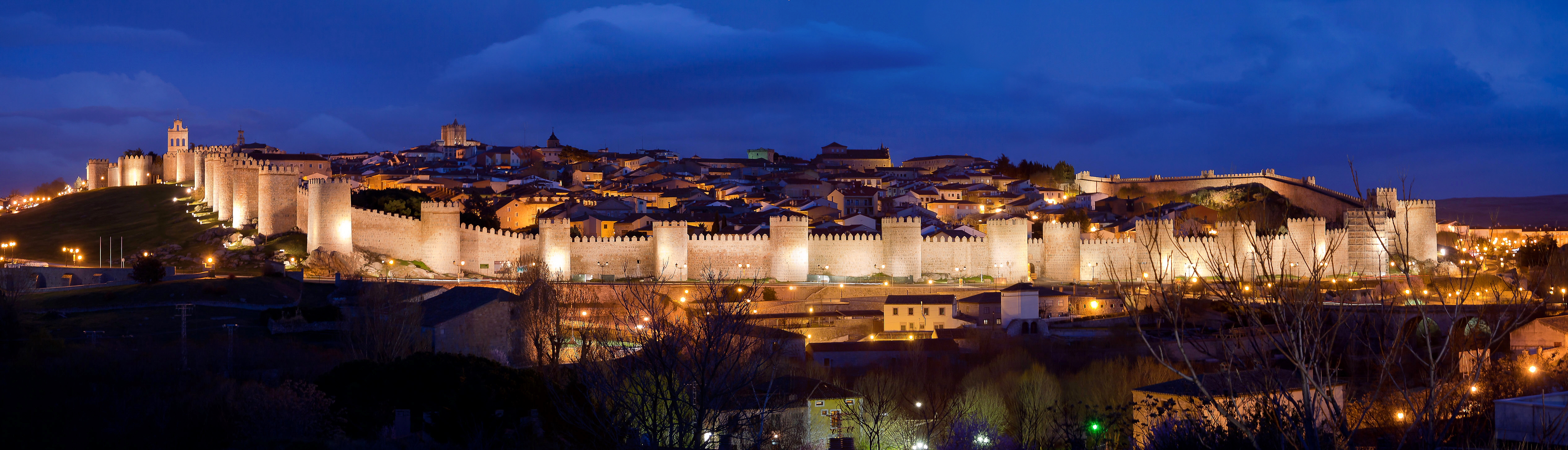
Panorámica nocturna de la muralla.

## Visitas

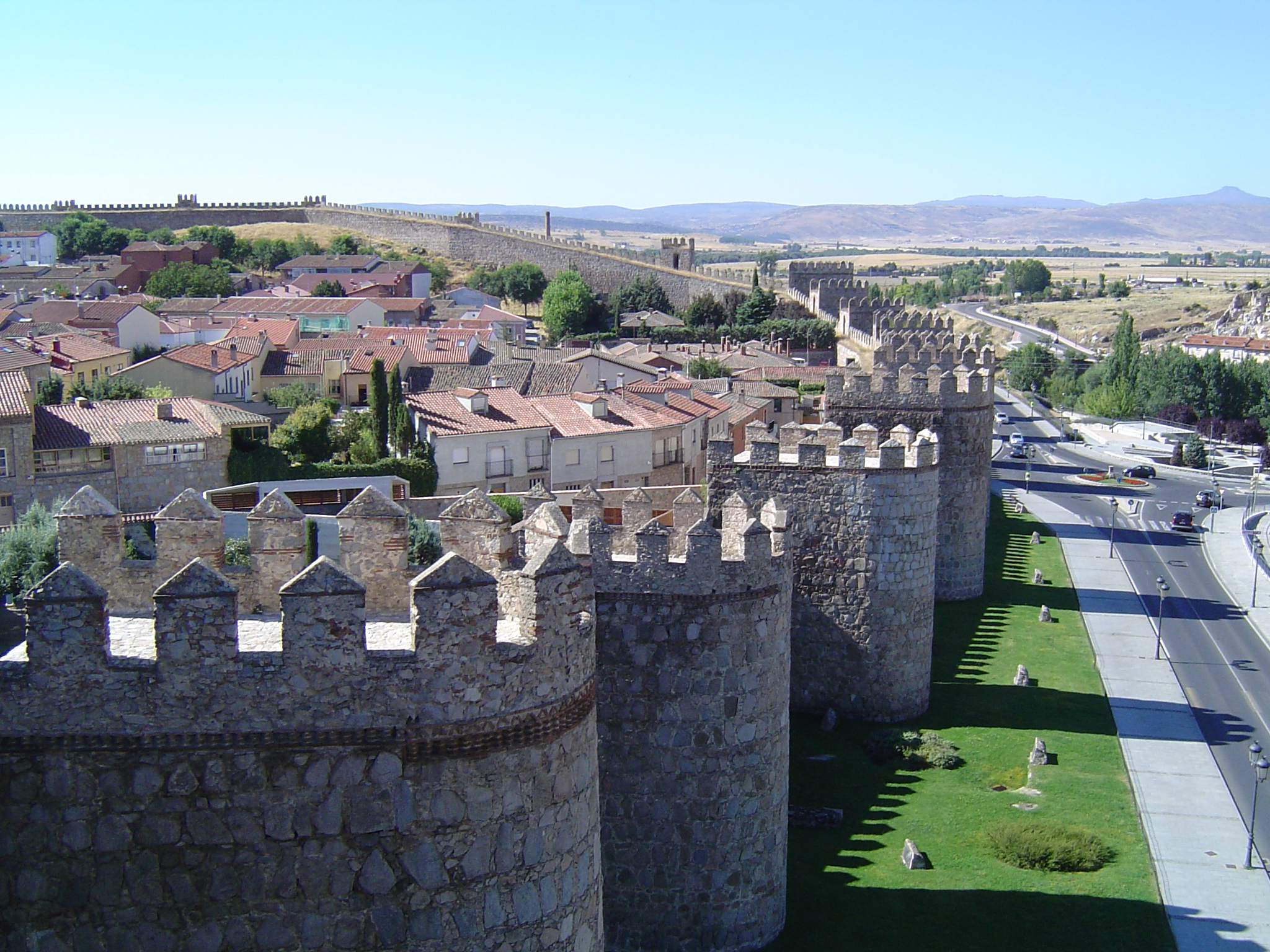
Vista superior de un tramo de la muralla.

Las murallas son el monumento más relevante de la ciudad. Se puede acceder a buena parte de ella, 1400 m de su longitud, y recorrer su adarve. 
Hay cuatro puntos de acceso, Casa de las Carnicerías (cerca de la catedral), el Arco del Carmen (en la plaza de Ronda Vieja, cerca del Archivo Histórico, la puerta del Puente y la puerta del Alcázar en plaza de Adolfo Suárez (antes plaza de Calvo Sotelo). Si se accede por la primera es posible realizar un recorrido saliendo por el segundo o el tercero. En el otro tramo hay que entrar y salir por el mismo punto, la puerta del Alcázar. La misma entrada permite hacer ambos recorridos.
Desde su ronda se contempla una extraordinaria vista de Ávila, tanto intra como extramuros. Con muchos de los monumentos relevantes, así como vistas sobre la sierra de Ávila, la sierra de la Paramera, La Serrota y el valle de Amblés.